# الزراعة في بوركينا فاسو

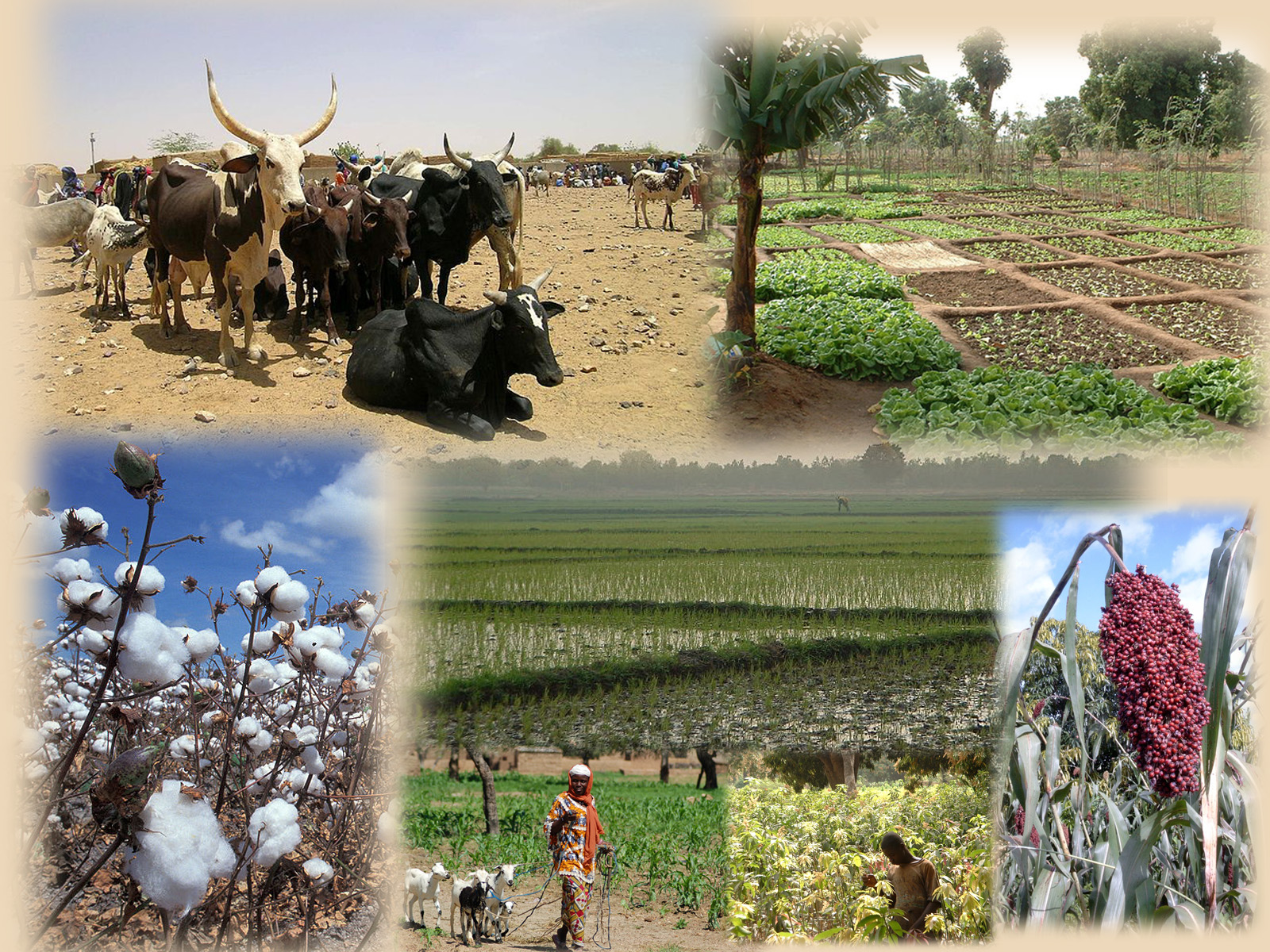

على الرغم من أن بوركينا فاسو لا تتمتع بالاكتفاء الذاتي من الغذاء، إلا أن الزراعة فيها تتمتع بإمكانيات هائلة وتوظف الغالبية العظمى من القوة العاملة ومثلت ما يقدر بنحو 31٪ من الناتج المحلي الإجمالي في عام 2004. ومع ذلك، فإن ما يقدر بـ 13٪ فقط من إجمالي الأرض الصالحة للزراعة مزروعة.
لاقت محاولات الحكومة لتحديث القطاع الزراعي بعض النجاح خاصة مع القطن الذي شكلت صادراته 51٪ من إجمالي الصادرات عام 2004. وفي نفس العام صدر حوالي 85٪ أو 210.000 طن من القطن المنتج.
وترجع مقاومة التحسن في الغالب إلى عدم كفاية إمدادات المياه وسوء التربة. على الرغم من أن إجمالي إنتاج الحبوب ارتفع من 1547000 طن في عام 1990 إلى 3.063000 طن في عام 2004، إلا أن الواردات ضرورية لتلبية الطلب. وفي أوائل الثمانينيات، قام العمّال المحليون ببناء قناة بطول 1144 كم لجلب المياه للري من الفولتا الأسود إلى سد سورو. وكان هذا العمل جزءًا من خطة لزراعة 40 ألف هكتار (100 ألف فدان) من الأراضي لأصحاب الحيازات الصغيرة ومشاريع الدولة.
و كانت أرقام إنتاج محاصيل الكفاف الرئيسية في عام 2004: 1481000 طن من الذرة البيضاء، 881000 طن من الدخن، 595000 طن من الذرة، و95000 طن من الأرز. وأرقام المحاصيل التجارية في عام 2004: 315 الف طن من القطن، 321000 طن من الفول السوداني، 210.000 طن من ألياف القطن، 29000 طن من السمسم.
والمحاصيل الهامة الأخرى هي الكسافا واللوبيا والبطاطا الحلوة والتبغ وقصب السكر الذي أدخل على نطاق واسع وأصبح محصولًا نقديًا مهمًا حيث أنتج منه 450.000 طن في عام 2004.

## الإنتاج
أنتجت بوركينا فاسو عام 2018:
- 1.9 مليون طن من الذرة الرفيعة ؛
- 1.7 مليون طن من الذرة ؛
- 1.1 مليون طن من الدخن ؛
- 630 ألف طن من اللوبيا (ثالث أكبر منتج في العالم، بعد النيجر ونيجيريا) ؛
- 490 ألف طن قصب السكر .
- 482 ألف طن من القطن ؛
- 329 ألف طن من الفول السوداني ؛
- 253 ألف طن من بذور السمسم (ثامن أكبر منتج في العالم) ؛
- 240000 طن من الخضار .
- 160 ألف طن من الأرز .
- 103 آلاف طن من الكاجو (ثاني أكبر منتج في العالم) ؛

بالإضافة إلى إنتاج أقل من المنتجات الزراعية الأخرى.